# Resina de troca iônica

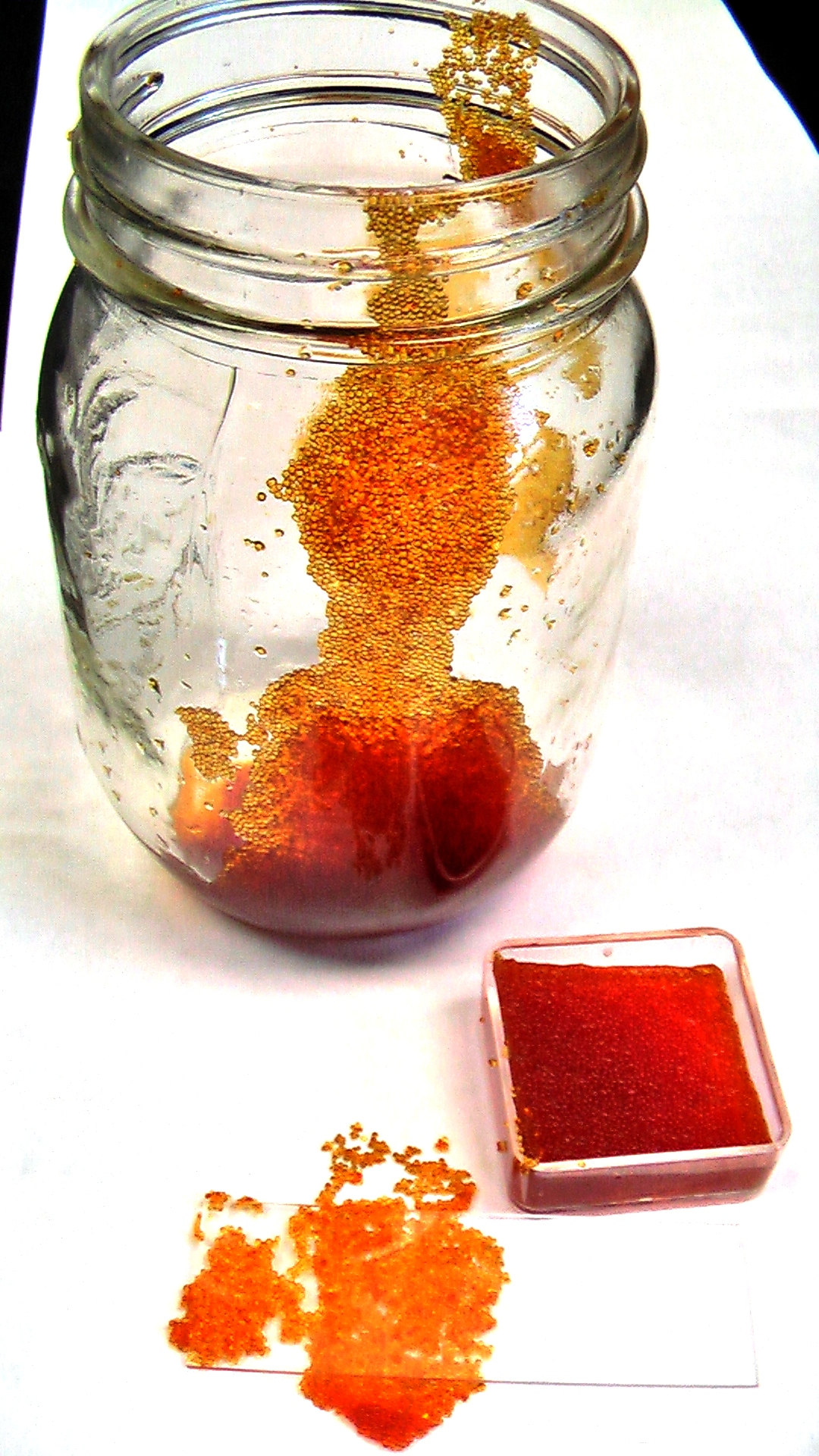

Resina de troca iônica é uma matriz insolúvel (ou estrutura de suporte), normalmente na forma de (1–2 mm de diâmetro) pérolas, de cor branca ou amarelada, fabricado a partir de uma orgânica polimérica substrato.